# Регент Венгрии
Должность регента Венгрии была учреждена в 1446 году и восстановлена в 1920 году. До 1944 года её занимал адмирал Миклош Хорти. Согласно конституции Венгрии, было два регента: один — регент правящей династии, называемый Nádor, а другой — «Kormányzó» (что может означать «губернатор»). Поскольку Антанта запретила законному наследнику занять его место, выбор пал на избрание регента-губернатора: был выбран адмирал Хорти. Таким образом, он стал регентом государства, возникшего после Первой мировой войны, под названием Королевство Венгрия и занимал пост главы государства в отсутствие монарха, в то время как премьер-министр занимал пост главы правительства. Хорти именовался «Его Светлейшее Высочество регент Королевства Венгрия». (По-венгерски: Ő Főméltósága a Magyar Királyság Kormányzója).